# قزل-یار (شهرستان آق‌سی)
قزل-یار (قرقیزی: Кызыл-Жар, تلفظ [qɯzɯld͡ʒɑ́r]) یک روستا در قرقیزستان است که در شهرستان آق‌سی واقع شده‌است. قزل-یار ۵٬۰۱۶ نفر جمعیت دارد.